# Françoise Landowski-Caillet
Pour les articles homonymes, voir Landowski.
Françoise Landowski-Caillet est une pianiste et peintre expressionniste française, née le 3 mars 1917 à Boulogne-Billancourt et morte le 12 décembre 2007 à Vanves.

## Biographie
Née le 3 mars 1917  à Boulogne-Billancourt, dans une famille comptant plusieurs artistes célèbres, elle séjourne longuement en Italie entre 1933 et 1937, alors que son père dirige la villa Médicis. Elle est l'élève de Marguerite Long puis de Yves Nat. Détentrice d'un premier prix de piano du Conservatoire de Paris,, elle mène une carrière de pianiste virtuose internationale de 1945 à 1970. 
Elle devient ensuite professeur de piano au conservatoire de Saint-Denis tout en entamant une seconde carrière comme artiste-peintre en 1961. Autodidacte, son œuvre de tendance expressionniste,, comprend une importante dimension religieuse : elle commence par le chemin de croix de l'église Saint-Pierre du Brusc (à Six-Fours-les-Plages, Var) inauguré en août 1960,, église dont elle réalise également les vitraux en 1973. Au début des années 2000, elle exécute le chemin de croix de l'église Sainte-Thérèse, dans la même commune,. On lui doit également le Portrait de l'oiseau qui n'existe pas (1982), inspiré par le poème éponyme de Claude Aveline et les illustrations du recueil de poèmes de Nathalie Nabert, Paroles du Vivant, publié en 1987. 
Françoise Landowski-Caillet fusionne à partir des années 1980 ses deux expressions artistiques, la peinture et la musique, en créant des expositions-concerts où elle joue les œuvres de compositeurs ayant inspiré des peintures exposées et projetées lors des concerts -- notamment autour des musiciens romantiques Debussy, Ravel, et Moussorgski. 
Elle décède à Vanves le  12 décembre 2007. Elle est inhumée à Boulogne-Billancourt,. 

## Vie privée
Son père est le sculpteur d'origine  polonaise Paul Landowski et, par sa mère, elle est l'arrière-petite-fille du compositeur Henri Vieuxtemps. Le compositeur Marcel Landowski, la peintre Nadine Landowski (1908–1943) et Jean-Maximilien Landowski (1911-1944), mort pour la France, sont ses frères et sœurs. Une sculpture la représentant enfant, réalisée par son père, est exposée à Boulogne-Billancourt.
Son mari, Gérard Caillet est un écrivain français, auteur notamment de plusieurs livrets pour Marcel Landowski. Ils ont eu ensemble deux filles : la sociologue Laurence Caillet-Tchang, spécialiste du Japon et Elisabeth Caillet-Landowski.

## Hommages
En septembre 2016, un espace dans le jardin du centre d'exposition de la Maison du Cygne à Six-Fours les plages, est dédié à Françoise Landowski-Caillet. On peut y voir la reproduction d'une de ses toiles Alborada, laquelle a été offerte à la commune et s'inspire d'une partition de Maurice Ravel.

## Œuvres et publications notables

### Arts graphiques
- 1960-1973 : Chemin de croix de l'église Saint-Pierre du Brusc.
- 1982 : le Portrait de l'oiseau qui n'existe pas (Collection permanente du Centre Georges Pompidou)

### Publications
- 1994 : Robert Breitwieser et Claire Berthier (préf. Françoise Landowsky), Bonheurs secrets : 1899 - 1975 ; aquarelles et dessins, Octavo Éds, 1994 (ISBN 978-2-906730-40-3)